# コサフランモドキ

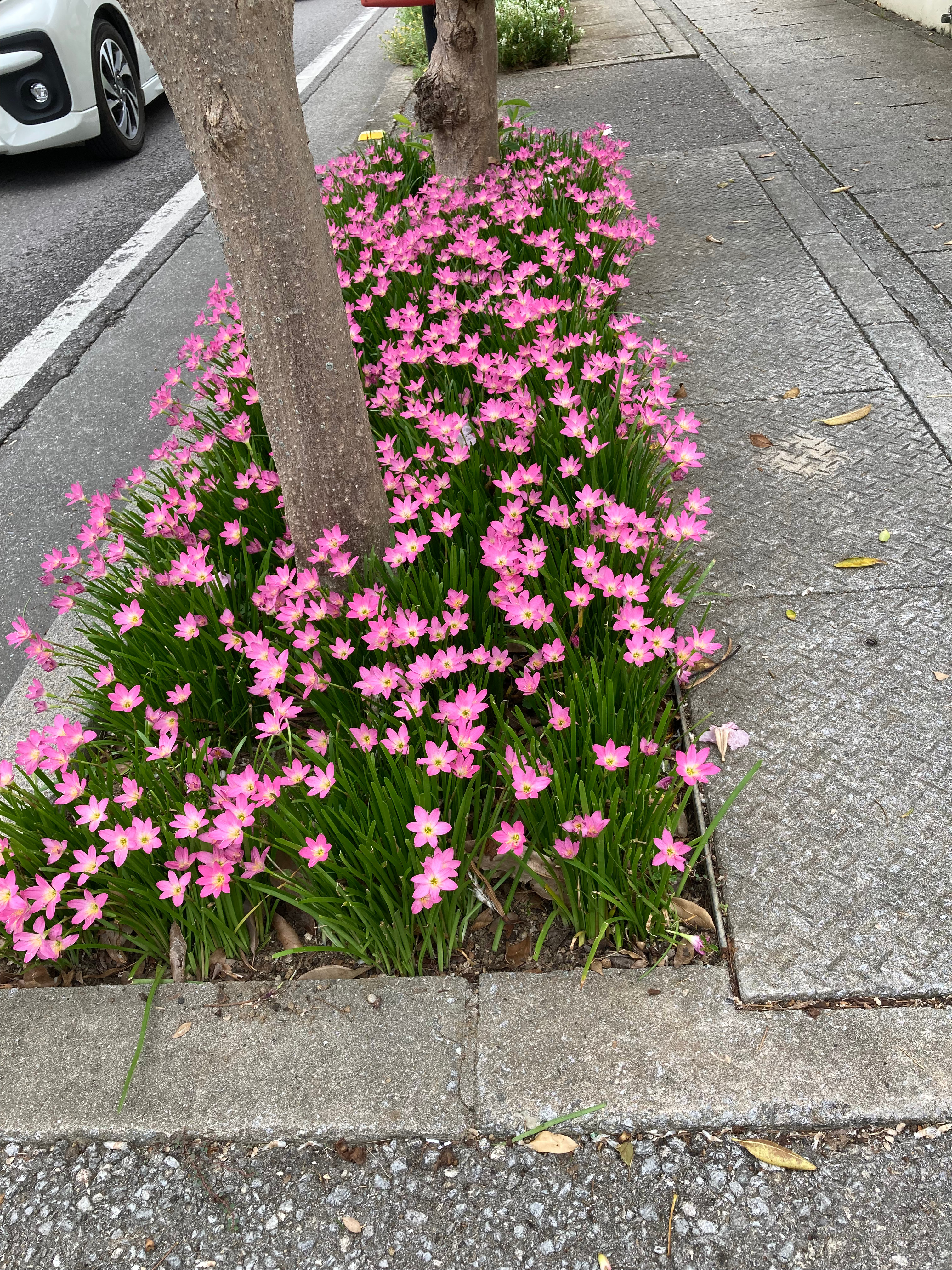
コサフランモドキの植栽（2024年8月 沖縄県石垣市 石垣平真郵便局前）

コサフランモドキ（学名：Zephyranthes rosea）は、ヒガンバナ科タマスダレ属の多年生草本。

## 特徴
濃桃色の花を降雨後に一斉に咲かせる。花被は6枚ほどで、直径4センチメートルほどの花を長さ20センチメートルほどの花茎の先に単生する。サフランモドキに似るが、姿形が一回り小さく、花色は濃い。
地下にあるラッキョウ型の鱗茎から葉を束生状に出す。葉は線形または長楕円状で長さ15-24センチメートル、幅6ミリメートルほどで先は円形、全縁で両面無毛。葉表は光沢があり、船底状に凹む。

## 分布と生育環境、利用
熱帯アメリカ（グアテマラ、キューバ、西インド諸島）原産。東南アジアで観賞用として広く栽培され、帰化もしている。沖縄では、1972年の本土復帰から1975年の海洋博覧会にかけて道路沿いや花壇縁取りとして利用され、逸出野生化がみられるようになった。
タマスダレ属のなかでも耐寒性は弱い。